# エイブラハム・リンカーン (空母)
エイブラハム・リンカーン (USS Abraham Lincoln, CVN-72) は、アメリカ海軍の航空母艦。ニミッツ級航空母艦の5番艦である。艦名は第16代アメリカ合衆国大統領エイブラハム・リンカーンに因んで命名された。
飛行甲板を含め船体各所の防御が強化されたため、ニミッツ級で初めて新造時から満載排水量が10万トンを超えている（ニミッツからセオドア・ルーズベルトまでは改装後に10万トンを超えている）。軍艦史上、満載排水量が10万トンを超えたのは本艦が初であった。

## 艦歴
リンカーンの建造契約は1982年12月27日にニューポート・ニューズ造船所で結ばれた。1984年11月3日に着工、1988年2月13日に進水し、1989年11月11日就役。

### 1990年代
1990年9月に太平洋へ移動、西太平洋への最初の配備は、砂漠の楯／砂漠の嵐作戦に応じて1991年5月28日に行われた。
インド洋への航海中にフィリピンルソン島のピナトゥボ山が噴火し、リンカーンは同島からの避難作戦、オペレーション・ファイアリー・ヴィジルへ動員される。リンカーンは23隻からなる船団を率い、45,000人にも及ぶ避難民をスービック海軍基地からセブ島へ避難させた。同作戦は平和時における史上最大の避難作戦であった。
作戦後リンカーンはペルシャ湾に向けて出航、砂漠の嵐作戦支援のためイラクとクウェートに対する偵察を行う。1992年前半にはサザン・ウォッチ作戦（イラク南部の国連が設定した「飛行禁止空域」の監視）を支援している。
1993年10月、リンカーンはソマリアに対する国連人道支援計画の支援に参加する。四週間にわたってモガディシュ上空の警備飛行を行い、レストア・ホープ作戦を支援した。
1993年4月28日に戦闘除外法が撤廃されると、リンカーンは女性飛行士を乗艦させる最初の空母となる予定であった。1994年10月24日にサンディエゴを出航し、回復訓練を開始する。翌日、カーラ・ハルトグリーン中尉（アメリカ海軍初の女性空母戦闘機パイロット）が、エンジンの不調と操縦ミスにより着艦に失敗し死亡した。
リンカーンの第3の配備は1995年4月に始められ、ペルシャ湾でサザン・ウォッチ作戦およびヴィジラント・センチネル作戦の支援を行った。補給作業中に艦載機の発艦態勢に入ろうとしたリンカーンは、サクラメント (USS Sacramento, AOE-1) の左舷に接触した。リンカーンは M -フレームと女性士官室を損傷し、サクラメントは船体構造に大きな穴が開いた。リンカーンは作戦活動を継続したものの、サクラメントはドバイのジャベル・アリで乾ドック入りし、修理に数週間を要した。
4度目の配備は1998年6月に行われた。リンカーンは再びサザン・ウォッチ作戦の支援を行うためペルシャ湾に向かった。同地で3ヶ月間を過ごしたが、その年の夏は数年来最も高温の夏となった。飛行甲板の温度は摂氏66度まで上昇した。
1999年にはいくつかの訓練に参加し、その後ピュージェット・サウンド海軍造船所で維持作業が行われた。

### 2000年代
2000年8月、5回目の配備が行われ、ペルシャ湾でのサザン・ウォッチ作戦支援に入る。この配備でリンカーンおよび航空団、戦闘群の艦艇は海軍部隊勲功章を受章した。さらにリンカーンは太平洋艦隊において最も指揮系統が改善された艦としてアーレイ・バーク賞を受賞した。
2002年8月、ペルシャ湾に向かう途中長崎県佐世保市の佐世保港に寄港。
2003年のイラク戦争ではペルシャ湾に派遣された空母の一隻であった。
2004年12月26日のスマトラ沖島地震では、香港に寄港中のリンカーンが急いで救援に駆けつけ6日後の1月1日にはスマトラ島北沖に到着、直ちに救援活動を開始した。
2006年4月、中国の胡錦濤主席の訪米直前に香港に寄港。5月25日、長崎県佐世保市の佐世保港に寄港。
2008年4月、エイブラハム・リンカーンは、第5艦隊に派遣され海上治安活動（Maritime Security Operation: MSO）の支援任務に就いている。

### 2010年代
2011年12月7日、エイブラハム・リンカーンは2012年末から実施予定の核燃料棒交換および近代化改装(Refueling and Complex Overhaul: RCOH)のため、ノーフォークへの移動も兼ねた世界一周航海に出発。8か月に及ぶ長期航海の末、2012年8月7日に到着した。ノーフォークへの入港は、就役後に太平洋艦隊に配備するため1990年9月に同地を出港して以来、実に22年ぶりにのことであった。
2013年3月28日、RCOH実施の為ニューポートニューズの11号ドライドックに入渠した。
2017年5月2日から7日にかけて、ニューポートニューズにおいてRCOHを行っていたエイブラハム・リンカーンが試験航海を実施し同月12日より、大西洋艦隊に復帰する。全ての作業を2017年8月に終える。
同年9月8日に、ワスプ級強襲揚陸艦「イオー・ジマ」とサン・アントニオ級ドック型輸送揚陸艦「ニューヨーク」とともに、ハリケーン・イルマによる被害のためフロリダへ災害派遣される。
2018年8月3日、米海軍は本艦を含む空母3隻の配置転換を発表した。本艦は再び元の太平洋艦隊としてサンディエゴに配備されると発表された。
同年8月23日、1986年に大ヒットしたトム・クルーズ主演映画「トップガン」続編（のちのトップガン マーベリック）の撮影で使われている事が明らかになった。その時点で撮影はバージニア州沖の海上で行われていた。

### 2020年代

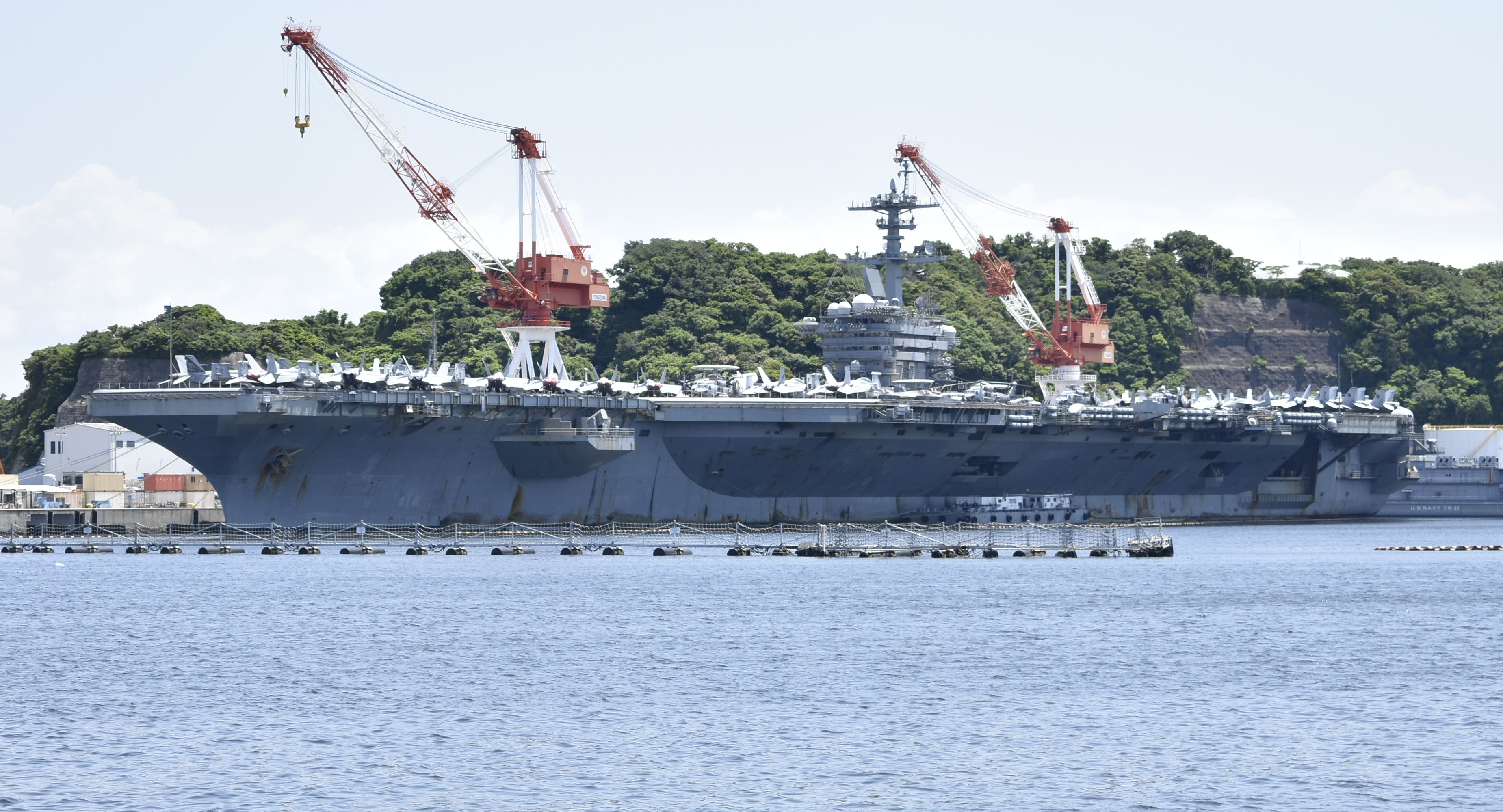
横須賀基地に寄港中のエイブラハム・リンカーン（2022年5月24日撮影）

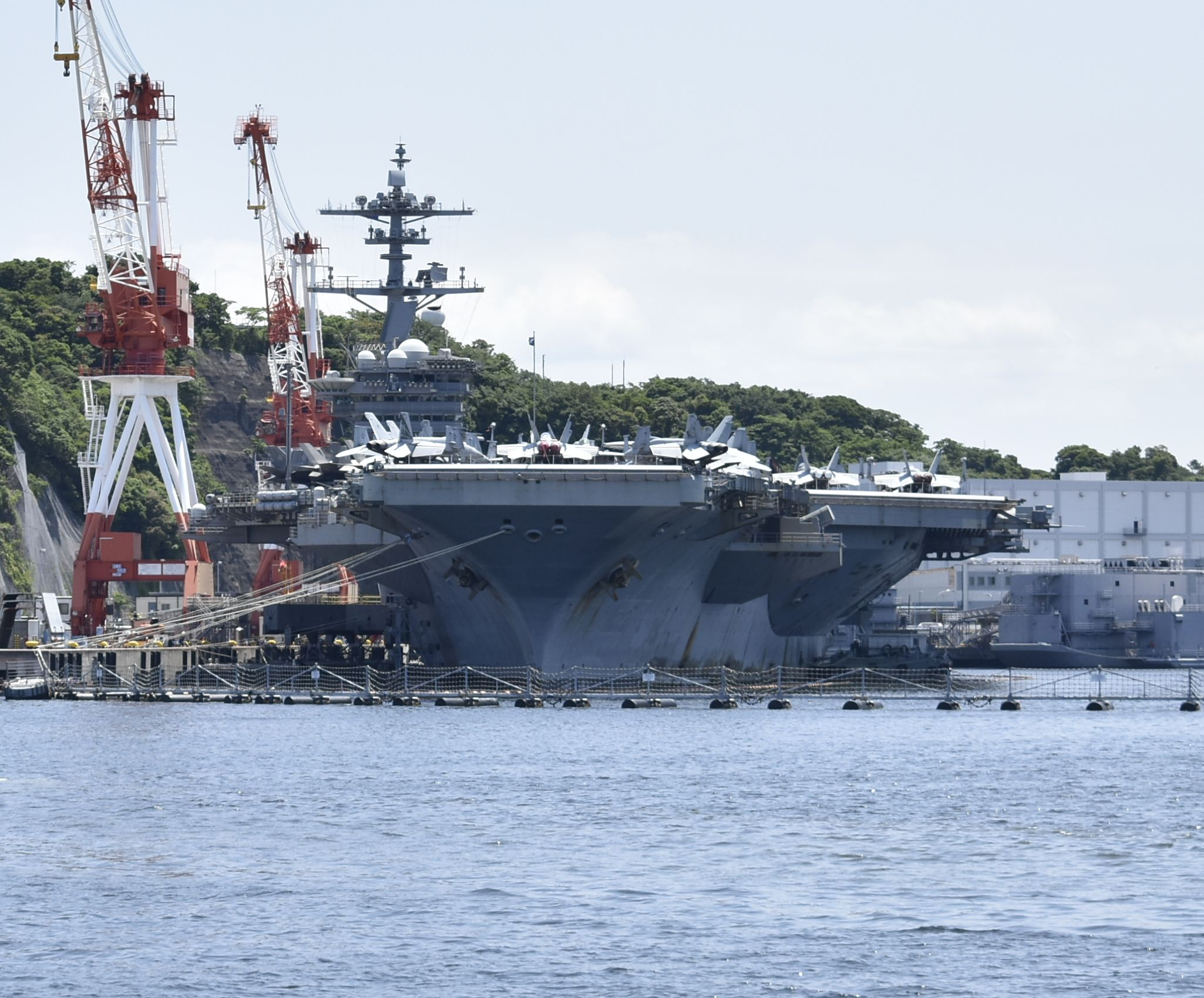
横須賀基地に寄港中のエイブラハム・リンカーン（2022年5月24日撮影）

2020年1月20日、米海軍の航空母艦としては冷戦後最長だった自身の記録を更新する294日の洋上展開を終え、サンディエゴに入港した
。入港後、搭載する空母飛行団を第9空母飛行団に交代した。
同年12月18日、エイミー・バウアーンシュミット大佐が2021年夏に初の女性の航空母艦艦長として就任すると発表した
。
2022年4月23日、林芳正外相とエマニュエル駐日アメリカ大使が、厚木基地からオスプレイに乗り視察のために訪問。
同年5月21日、第3空母打撃群の1隻として、補給や乗組員の休養のため横須賀基地に初めて入港した。5月20日に出港した「ロナルド・レーガン」と入れ替わる形でインド太平洋地域から寄港した。横須賀基地を母港としないアメリカの空母の寄港は2021年8月の「カール・ビンソン」に続き、2年連続。寄港中は、新型コロナウイルスに伴い禁じられていた乗員の外出も許可された。5月26日午前10時14分、横須賀港から出港した。

## 第9空母航空団
第9空母航空団（英: Carrier Air Wing Nine、略称：CVW-9）は、エイブラハム・リンカーン（CVN-72）に搭載される航空団であり、2022年4月現在、下記の飛行隊で構成される。
| 飛行隊名                                           | 通称名                         | 使用機種        |
| -------------------------------------------------- | ------------------------------ | --------------- |
| 第14戦闘攻撃飛行隊(en:VFA-14)（VFA-14）            | トップハッターズ Tophatters    | F/A-18E BlockII |
| 第41戦闘攻撃飛行隊（VFA-41）                       | ブラック・エイセス Black Aces  | F/A-18F BlockII |
| 第151戦闘攻撃飛行隊(en:VFA-151)（VFA-151）         | ヴィジランティス Vigilantes    | F/A-18E BlockII |
| 第314海兵戦闘攻撃飛行隊(en:VMFA-314)（VMFA-314）   | ブラック・ナイツ Black Knights | F-35C           |
| 第133電子攻撃飛行隊(en:VAQ-133)（VAQ-133）         | ウィザーズ Wizzards            | EA-18G          |
| 第117艦上空中早期警戒飛行隊(en:VAW-117)（VAW-117） | ウォールバンガーズ Wallbangers | E-2D            |
| 第14ヘリコプター海上戦闘飛行隊（HSC-14）           | チャージャーズ Chargers        | MH-60S          |
| 第71ヘリコプター海洋打撃飛行隊（HSM-71）           | ラプターズ Raptors             | MH-60R          |
| 第40艦隊兵站支援飛行隊第3分遣隊（VRC-40 Det.3）    | ローハイズ Rawhides            | C-2A            |